# 梅里ミーオ
梅里 ミーオ（うめざと ミーオ）は日本の女性声優。主にアダルトゲームに声をあてている。

## 出演作品
太字は主役・メインキャラクター

### ゲーム

#### 2005年
- い・き・な・り・許嫁! 〜姫様のお輿入れ〜（一ノ瀬美姫）
- 皇女凌俗放送 -楽園のプロパガンダ-（カチュア）
- はじめてどうし（近江沙綾）
- ままママッ!?（大山田珠代）
- 遊具 〜女蜜玩具・艶姿〜（月燈麗葉）
- 遊具2 〜第二禁書ノ望ムモノ〜（月燈麗葉）

#### 2006年
- ひとりじめ! 〜ママも姉妹もお隣さんも〜（持田ふゆ）
- まほ☆がく 〜まほろば国際防衛学校付属学園〜（篠宮裕香）

#### 2007年
- おっぱいバカ 〜おっぱい以外は認めない!!〜（遥風結毬）
- お祓いお姉さん! 〜弟を誘惑しなさいっ〜（インク）
- からふるエデュケーション（クリスティーナ・ゴールドレイ）[1]
- Promise Promenade 〜約束の並木道〜（水瀬芹奈）[2]

#### 2008年
- 毎日けだものっ!! らぶえろ☆ももいろ☆すくーるらいふ♪（朝倉のどか）
- LILITH-IZM01 〜フェラ編〜（インク）

#### 2009年
- ぬるぷり（王娘）

#### 2010年
- カミナリっ娘注意報! 〜未来（あす）の予報はヨメのちハラみ!?（ライカ）